# Brunfelsia maliformis
Brunfelsia maliformis är en potatisväxtart som beskrevs av Ignatz Urban. Brunfelsia maliformis ingår i släktet Brunfelsia och familjen potatisväxter. Inga underarter finns listade i Catalogue of Life.